# Kawa czy herbata?
Kawa czy herbata? – polski magazyn poranny, nadawany na żywo i emitowany na antenie TVP1 od 31 sierpnia 1992 do 30 sierpnia 2013.

## Produkcja
Kawa czy herbata? była pierwszym programem śniadaniowym w Polsce. Program został przekształcony z godzinnego serwisu porannego Dzień dobry na zlecenie ówczesnego prezesa TVP Janusza Zaorskiego przez zespół Halszki Wasilewskiej, która zaproponowała TVP zrealizowanie serwisu porannego wzorowanego na amerykańskim programie ABC Good Morning America. Program wraz z nią uruchomili Janusz Zaorski i Aleksandra Frykowska. Szefem programu był Paweł Pochwała, w sierpniu 2011 jego stanowisko zajęła Agnieszka Prokopowicz.
Pierwsze wydanie Kawy czy herbaty? nadano 31 sierpnia 1992, program poprowadzili Agnieszka Rosłoniak i Tomasz Białoszewski. Program emitowany był od poniedziałku do piątku, a godzina emisji wielokrotnie ulegała zmianie. Od 24 stycznia 2011 program nadawany był także w weekendy z podtytułem Moja sobota lub Moja niedziela, godziny emisji także kilkukrotnie ulegały zmianie. 26 lutego 2012 zrezygnowano z weekendowych wydań magazynu.
Program realizowano w studiu TVP w Warszawie. Od lutego 2009 program należał do Redakcji Programów Społeczno-Poradnikowych TVP1. Od 4 stycznia 2010 program nadawany był w formacie 16:9, a od 1 czerwca 2012 upscale'owany był do jakości HD.
Scenografia Kawy czy herbaty? zmieniała się wielokrotnie, ostatni wystrój studia obowiązywał od 24 stycznia 2011. Od tego dnia program nadawany był z uniwersalnego studia TVP1, z którego emitowane było też studio oprawy TVP1 i magazyn Celownik.
1 lipca 2013 rozpoczęła się planowa przerwa wakacyjna, jednakże program miał jeszcze wakacyjne wydania wyjazdowe, emitowane o godz. 9:00 w piątki i codziennie w okresie wyścigu kolarskiego Tour de Pologne. Od 3 lipca 2013 pasmo programu na okres wakacji zajął retransmitowany Info poranek stacji TVP Info. Wbrew wcześniejszym zapowiedziom Kawa czy herbata? po wakacjach nie wróciła na antenę, zamiast tego utrzymana została retransmisja Poranka TVP Info. Ostatnie wydanie magazynu nadano 30 sierpnia 2013 z Kozienic, a ostatni sezon programu oglądało średnio 260 tys. osób. Część ekipy realizacyjnej została skierowana do obsługi nowego programu – Świat się kręci.
Od 27 lutego 2017 do 9 lutego 2018 w dawnych godzinach nadawania Kawy czy herbaty? (od 6:00 do 8:00) w dni powszednie nadawano magazyn śniadaniowy Dzień dobry, Polsko!.

## Wydania i prowadzący
- Grażyna Borkowska (1992–1993)[2]
- Marcin Zimoch[22] (1992–2005)[23]
- Tomasz Białoszewski (1992–1994)
- Anna Pawłowska[24] (1992–2008)
- Alicja Mikołajczyk[25] (1992–1995)
- Jerzy Kisielewski[26] (1992–2005)
- Zygmunt Chajzer[27] (1994–1995)
- Zbigniew Krajewski[28] (1992–1998)
- Jacek Laskowski (1992–1998)
- Krzysztof Luft (1997–1998)
- Krzysztof Kotowski (1992–1998)
- Maria Szabłowska (1995–1998)
- Krzysztof Dużyński (1992–1999)
- Tadeusz Sznuk (1992–1994)
- Iwona Schymalla (1993–2011)[29][30]
- Alicja Resich-Modlińska[31] (1993–1998, 2005-2006)
- Roman Czejarek (1993–2002)
- Paweł Pochwała (1993–2013)[32][33]
- Agnieszka Rosłoniak (1992–2003)[34]
- Monika Luft (1994–2002)[35]
- Piotr Gembarowski[36] (1994–2003)
- Tadeusz Drozda (1994–2004)
- Robert Janowski (1994–1995,2006-2007)
- Robert Samot (1996–2002)
- Magdalena Olszewska[34] (1993–2003)
- Małgorzata Wyszyńska[37] (2004-2006)
- Anna Popek[34] (1999–2002)
- Rafał Ziemkiewicz
- Tadeusz Mosz (2001–2004)[38]
- Lidia Piechota[39] (2008–2009)
- Paulina Chylewska[40] (2005–2013)
- Elżbieta Dziewięcka
- Magda Mołek (2002–2004)
- Maciej Kurzajewski (2005–2007, 2012–2013)[41][42][43]
- Robert Kantereit (2005–2009)[44]
- Agnieszka Szulim (2005–2009)[45]
- Piotr Maślak[46] (2009–2010)
- Radosław Brzózka (2005–2011)[47]
- Katarzyna Nazarewicz-Sosińska (2007–2011)[48]
- Marta Leleniewska (2008–2009)[49]
- Agata Konarska (2009–2013)[50]
- Marta Kielczyk (2009)[50]
- Odeta Moro (2009–2012)[51][52]
- Grzegorz Miśtal (2009–2012)[50][53]
- Jerzy Petersburski (2009)[45]
- Beata Chmielowska-Olech (2010–2011)[10]
- Aleksandra Rosiak[54] (2010–2013)
- Artur Orzech (2011–2012)[55][53]
- Michał Adamczyk (2011–2012)[9][56]
- Iwona Radziszewska (2011–2012)[57][58]
- Klaudia Carlos (2011–2012)[4][53]
- Łukasz Grass (2011–2012)[4]
- Marek Zając (2011–2012)[59][60]
- Anna Matusiak (2011–2012)[4][56]
- Adrian Klarenbach[61] (2005–2006)
- Beata Tadla (2012–2013)[16]

### Ostatni prowadzący
Od stycznia 2013 program zmienił formułę, a każdego dnia magazyn prowadził jeden gospodarz:
- Beata Tadla – poniedziałek[16]
- Paweł Pochwała – wtorek[53]
- Paulina Chylewska – środa[53]
- Agata Konarska – czwartek[53]
- Maciej Kurzajewski – piątek[62]

### Cykle i edycje specjalne
Od września do grudnia 2009 w Kawie czy herbacie? emitowany był codziennie po godzinie 8.00 stały cykl poradnikowy Kawa daje radę. Każdego dnia poświęcony był on innej tematyce (m.in. zdrowie, prawo i ekonomia, relacje w rodzinie i związku oraz lifestyle). Wypełniały go rozmowy i felietony.
Podczas wakacji 2010 emitowane były również specjalne weekendowe wydania programu Kawa czy herbata? – Wypasione wakacje emitowane z największych polskich kurortów nadmorskich. Program rozpoczynał się w piątkowy poranek i miał kilka odsłon przez całą sobotę i niedzielę w TVP1. Podczas zimy 2010/2011 emitowane były specjalne weekendowe wydania programu Kawa czy herbata? – Wypasiona zima emitowane z największych polskich kurortów górskich.
Od 6 września 2010 w ramach Kawy czy herbaty? emitowany był cykl Polityka przy kawie, czyli poranna rozmowa na gorące tematy polityczne i społeczne (do lipca 2010 nadawany był w podobnej formule program Kwadrans po ósmej). Obecnie stanowi samodzielny program, którego emisja odbywa się w dni powszednie o godzinie 8.15.
W odcinku 2000. serialu Klan odbywało się nagranie fikcyjnego wydania Kawy czy herbaty?, w którym w roli prowadzących wystąpili Agata Konarska i Paweł Pochwała, a w roli gości Barbara Bursztynowicz i Agnieszka Kotulanka, które opowiadały o napisanej przez siebie książce.